# Critérium du Dauphiné 2025
Critérium du Dauphiné 2025 var den 77. udgave af det franske etapeløb Critérium du Dauphiné. Cykelløbets otte etaper havde en samlet distance på 1.199,6 km, og blev kørt fra 8. juni med start i Domérat til 15. juni 2025 hvor der var mål i Mont Cenis. Løbet var 23. arrangement på UCI World Tour 2025.
Verdensmester Tadej Pogačar (UAE Team Emirates XRG) vandt tre etaper og blev også samlet vinder af løbet. Med fem andenpladser på etaper blev danske Jonas Vingegaard (Team Visma  |  Lease a Bike) en samlet nummer to, 59 sekunder efter Pogačar. Florian Lipowitz fra Red Bull-Bora-Hansgrohe tog sig af tredjepladsen. 

## Etaperne
| Etape    | Dato     | Start – Mål                     | type              | Afstand (km) | Elevation (m) | Etapevinder     | Førende rytter  |
| -------- | -------- | ------------------------------- | ----------------- | ------------ | ------------- | --------------- | --------------- |
| 1. etape | 8. jun.  | Domérat – Montluçon             | kuperet etape     | 195,8        | 2.279 m       | Tadej Pogačar   | Tadej Pogačar   |
| 2. etape | 9. jun.  | Prémilhat – Issoire             | kuperet etape     | 204,6        | 2.813 m       | Jonathan Milan  | Jonathan Milan  |
| 3. etape | 10. jun. | Brioude – Charantonnay          | kuperet etape     | 207,2        | 3.036 m       | Iván Romeo      | Iván Romeo      |
| 4. etape | 11. jun. | Charmes-sur-Rhône – Saint-Péray | enkeltstart       | 17,4         | 214 m         | Remco Evenepoel | Remco Evenepoel |
| 5. etape | 12. jun. | Saint-Priest – Mâcon            | kuperet etape     | 183          | 1.705 m       | Jake Stewart    | Remco Evenepoel |
| 6. etape | 13. jun. | Valserhône – Combloux           | middel bjergetape | 126,7        | 2.485 m       | Tadej Pogačar   | Tadej Pogačar   |
| 7. etape | 14. jun. | Grand-Aigueblanche – Valmeinier | bjergetape        | 131,6        | 4.815 m       | Tadej Pogačar   | Tadej Pogačar   |
| 8. etape | 15. jun. | Val-d'Arc – Mont Cenis          | bjergetape        | 133,3        | 3.531 m       | Lenny Martinez  | Tadej Pogačar   |

### 1. etape
| Domérat - Montluçon | kuperet etape | (195,8 km) |

| \| Etaperesultat \| Etaperesultat \| Etaperesultat \| Etaperesultat \| Etaperesultat \| \| Rytter \| Rytter \| Hold \| Tid \| \| \| ------------- \| -------------------- \| -------------------------- \| ------------- \| ------------- \| \| 1. \| Tadej Pogačar \| UAE Team Emirates XRG \| 4t 40' 12" \| \| \| 2. \| Jonas Vingegaard \| Team Visma \\| Lease a Bike \| + 0" \| \| \| 3. \| Mathieu van der Poel \| Alpecin-Deceuninck \| + 0" \| \| \| 4. \| Remco Evenepoel \| Soudal Quick-Step \| + 0" \| \| \| 5. \| Jake Stewart \| Israel-Premier Tech \| + 0" \| \| \| 6. \| Hugo Page \| Intermarché-Wanty \| + 0" \| \| \| 7. \| Bastien Tronchon \| Decathlon-AG2R La Mondiale \| + 0" \| \| \| 8. \| Clément Venturini \| Arkéa-B&B Hotels \| + 0" \| \| \| 9. \| Benjamin Thomas \| Cofidis \| + 0" \| \| \| 10. \| Paul Penhoët \| Groupama-FDJ \| + 0" \| \| |                      |                            |            |
| |                      |                            |            |
| Kilde: ProCyclingStats |                      |                            |            |
| Etaperesultat |                      |                            |            |
| Rytter | Rytter               | Hold                       | Tid        |
| 1. | Tadej Pogačar        | UAE Team Emirates XRG      | 4t 40' 12" |
| 2. | Jonas Vingegaard     | Team Visma \| Lease a Bike | + 0"       |
| 3. | Mathieu van der Poel | Alpecin-Deceuninck         | + 0"       |
| 4. | Remco Evenepoel      | Soudal Quick-Step          | + 0"       |
| 5. | Jake Stewart         | Israel-Premier Tech        | + 0"       |
| 6. | Hugo Page            | Intermarché-Wanty          | + 0"       |
| 7. | Bastien Tronchon     | Decathlon-AG2R La Mondiale | + 0"       |
| 8. | Clément Venturini    | Arkéa-B&B Hotels           | + 0"       |
| 9. | Benjamin Thomas      | Cofidis                    | + 0"       |
| 10. | Paul Penhoët         | Groupama-FDJ               | + 0"       |

| \| Samlede stilling \| Samlede stilling \| Samlede stilling \| Samlede stilling \| Samlede stilling \| \| Rytter \| Rytter \| Hold \| Tid \| \| \| ---------------- \| -------------------- \| -------------------------- \| ---------------- \| ---------------- \| \| 1. \| Tadej Pogačar \| UAE Team Emirates XRG \| 4t 40' 02" \| \| \| 2. \| Jonas Vingegaard \| Team Visma \\| Lease a Bike \| + 4" \| \| \| 3. \| Mathieu van der Poel \| Alpecin-Deceuninck \| + 6" \| \| \| 4. \| Nils Politt \| UAE Team Emirates XRG \| + 9" \| \| \| 5. \| Remco Evenepoel \| Soudal Quick-Step \| + 10" \| \| \| 6. \| Jake Stewart \| Israel-Premier Tech \| + 10" \| \| \| 7. \| Hugo Page \| Intermarché-Wanty \| + 10" \| \| \| 8. \| Bastien Tronchon \| Decathlon-AG2R La Mondiale \| + 10" \| \| \| 9. \| Clément Venturini \| Arkéa-B&B Hotels \| + 10" \| \| \| 10. \| Benjamin Thomas \| Cofidis \| + 10" \| \| |                      |                            |            |
| |                      |                            |            |
| Kilde: ProCyclingStats |                      |                            |            |
| Samlede stilling |                      |                            |            |
| Rytter | Rytter               | Hold                       | Tid        |
| 1. | Tadej Pogačar        | UAE Team Emirates XRG      | 4t 40' 02" |
| 2. | Jonas Vingegaard     | Team Visma \| Lease a Bike | + 4"       |
| 3. | Mathieu van der Poel | Alpecin-Deceuninck         | + 6"       |
| 4. | Nils Politt          | UAE Team Emirates XRG      | + 9"       |
| 5. | Remco Evenepoel      | Soudal Quick-Step          | + 10"      |
| 6. | Jake Stewart         | Israel-Premier Tech        | + 10"      |
| 7. | Hugo Page            | Intermarché-Wanty          | + 10"      |
| 8. | Bastien Tronchon     | Decathlon-AG2R La Mondiale | + 10"      |
| 9. | Clément Venturini    | Arkéa-B&B Hotels           | + 10"      |
| 10. | Benjamin Thomas      | Cofidis                    | + 10"      |

### 2. etape
| Prémilhat - Issoire | kuperet etape | (204,6 km) |

| \| Etaperesultat \| Etaperesultat \| Etaperesultat \| Etaperesultat \| Etaperesultat \| \| Rytter \| Rytter \| Hold \| Tid \| \| \| ------------- \| -------------------- \| -------------------------- \| ------------- \| ------------- \| \| 1. \| Jonathan Milan \| Lidl-Trek \| 4t 54' 49" \| \| \| 2. \| Fred Wright \| Bahrain Victorious \| + 0" \| \| \| 3. \| Mathieu van der Poel \| Alpecin-Deceuninck \| + 0" \| \| \| 4. \| Stian Fredheim \| Uno-X Mobility \| + 0" \| \| \| 5. \| Émilien Jeannière \| Team TotalEnergies \| + 0" \| \| \| 6. \| Bastien Tronchon \| Decathlon-AG2R La Mondiale \| + 0" \| \| \| 7. \| Jevgenij Fedorov \| XDS Astana Team \| + 0" \| \| \| 8. \| Matis Louvel \| Israel-Premier Tech \| + 0" \| \| \| 9. \| Clément Venturini \| Arkéa-B&B Hotels \| + 0" \| \| \| 10. \| Matteo Trentin \| Tudor Pro Cycling Team \| + 0" \| \| |                      |                            |            |
| |                      |                            |            |
| Kilde: ProCyclingStats |                      |                            |            |
| Etaperesultat |                      |                            |            |
| Rytter | Rytter               | Hold                       | Tid        |
| 1. | Jonathan Milan       | Lidl-Trek                  | 4t 54' 49" |
| 2. | Fred Wright          | Bahrain Victorious         | + 0"       |
| 3. | Mathieu van der Poel | Alpecin-Deceuninck         | + 0"       |
| 4. | Stian Fredheim       | Uno-X Mobility             | + 0"       |
| 5. | Émilien Jeannière    | Team TotalEnergies         | + 0"       |
| 6. | Bastien Tronchon     | Decathlon-AG2R La Mondiale | + 0"       |
| 7. | Jevgenij Fedorov     | XDS Astana Team            | + 0"       |
| 8. | Matis Louvel         | Israel-Premier Tech        | + 0"       |
| 9. | Clément Venturini    | Arkéa-B&B Hotels           | + 0"       |
| 10. | Matteo Trentin       | Tudor Pro Cycling Team     | + 0"       |

| \| Samlede stilling \| Samlede stilling \| Samlede stilling \| Samlede stilling \| Samlede stilling \| \| Rytter \| Rytter \| Hold \| Tid \| \| \| ---------------- \| -------------------- \| -------------------------- \| ---------------- \| ---------------- \| \| 1. \| Jonathan Milan \| Lidl-Trek \| 9t 34' 51" \| \| \| 2. \| Tadej Pogačar \| UAE Team Emirates XRG \| + 0" \| \| \| 3. \| Mathieu van der Poel \| Alpecin-Deceuninck \| + 2" \| \| \| 4. \| Fred Wright \| Bahrain Victorious \| + 4" \| \| \| 5. \| Jonas Vingegaard \| Team Visma \\| Lease a Bike \| + 4" \| \| \| 6. \| Hugo Page \| Intermarché-Wanty \| + 8" \| \| \| 7. \| Anders Foldager \| Team Jayco AlUla \| + 9" \| \| \| 8. \| Nils Politt \| UAE Team Emirates XRG \| + 9" \| \| \| 9. \| Bastien Tronchon \| Decathlon-AG2R La Mondiale \| + 10" \| \| \| 10. \| Émilien Jeannière \| Team TotalEnergies \| + 10" \| \| |                      |                            |            |
| |                      |                            |            |
| Kilde: ProCyclingStats |                      |                            |            |
| Samlede stilling |                      |                            |            |
| Rytter | Rytter               | Hold                       | Tid        |
| 1. | Jonathan Milan       | Lidl-Trek                  | 9t 34' 51" |
| 2. | Tadej Pogačar        | UAE Team Emirates XRG      | + 0"       |
| 3. | Mathieu van der Poel | Alpecin-Deceuninck         | + 2"       |
| 4. | Fred Wright          | Bahrain Victorious         | + 4"       |
| 5. | Jonas Vingegaard     | Team Visma \| Lease a Bike | + 4"       |
| 6. | Hugo Page            | Intermarché-Wanty          | + 8"       |
| 7. | Anders Foldager      | Team Jayco AlUla           | + 9"       |
| 8. | Nils Politt          | UAE Team Emirates XRG      | + 9"       |
| 9. | Bastien Tronchon     | Decathlon-AG2R La Mondiale | + 10"      |
| 10. | Émilien Jeannière    | Team TotalEnergies         | + 10"      |

### 3. etape
| Brioude - Charantonnay | kuperet etape | (207,2 km) |

| \| Etaperesultat \| Etaperesultat \| Etaperesultat \| Etaperesultat \| Etaperesultat \| \| Rytter \| Rytter \| Hold \| Tid \| \| \| ------------- \| -------------------- \| ----------------------- \| ------------- \| ------------- \| \| 1. \| Iván Romeo \| Movistar Team \| 4t 34' 10" \| \| \| 2. \| Harold Tejada \| XDS Astana Team \| + 14" \| \| \| 3. \| Louis Barré \| Intermarché-Wanty \| + 14" \| \| \| 4. \| Florian Lipowitz \| Red Bull-Bora-Hansgrohe \| + 14" \| \| \| 5. \| Mathieu van der Poel \| Alpecin-Deceuninck \| + 27" \| \| \| 6. \| Axel Laurance \| Ineos Grenadiers \| + 27" \| \| \| 7. \| Brieuc Rolland \| Groupama-FDJ \| + 27" \| \| \| 8. \| Julien Bernard \| Lidl-Trek \| + 27" \| \| \| 9. \| Andreas Leknessund \| Uno-X Mobility \| + 27" \| \| \| 10. \| Eddie Dunbar \| Team Jayco AlUla \| + 27" \| \| |                      |                         |            |
| |                      |                         |            |
| Kilde: ProCyclingStats |                      |                         |            |
| Etaperesultat |                      |                         |            |
| Rytter | Rytter               | Hold                    | Tid        |
| 1. | Iván Romeo           | Movistar Team           | 4t 34' 10" |
| 2. | Harold Tejada        | XDS Astana Team         | + 14"      |
| 3. | Louis Barré          | Intermarché-Wanty       | + 14"      |
| 4. | Florian Lipowitz     | Red Bull-Bora-Hansgrohe | + 14"      |
| 5. | Mathieu van der Poel | Alpecin-Deceuninck      | + 27"      |
| 6. | Axel Laurance        | Ineos Grenadiers        | + 27"      |
| 7. | Brieuc Rolland       | Groupama-FDJ            | + 27"      |
| 8. | Julien Bernard       | Lidl-Trek               | + 27"      |
| 9. | Andreas Leknessund   | Uno-X Mobility          | + 27"      |
| 10. | Eddie Dunbar         | Team Jayco AlUla        | + 27"      |

| \| Samlede stilling \| Samlede stilling \| Samlede stilling \| Samlede stilling \| Samlede stilling \| \| Rytter \| Rytter \| Hold \| Tid \| \| \| ---------------- \| -------------------- \| ----------------------- \| ---------------- \| ---------------- \| \| 1. \| Iván Romeo \| Movistar Team \| 14t 09' 01" \| \| \| 2. \| Louis Barré \| Intermarché-Wanty \| + 17" \| \| \| 3. \| Harold Tejada \| XDS Astana Team \| + 18" \| \| \| 4. \| Florian Lipowitz \| Red Bull-Bora-Hansgrohe \| + 24" \| \| \| 5. \| Mathieu van der Poel \| Alpecin-Deceuninck \| + 29" \| \| \| 6. \| Eddie Dunbar \| Team Jayco AlUla \| + 37" \| \| \| 7. \| Brieuc Rolland \| Groupama-FDJ \| + 37" \| \| \| 8. \| Andreas Leknessund \| Uno-X Mobility \| + 37" \| \| \| 9. \| Tadej Pogačar \| UAE Team Emirates XRG \| + 1' 06" \| \| \| 10. \| Fred Wright \| Bahrain Victorious \| + 1' 12" \| \| |                      |                         |             |
| |                      |                         |             |
| Kilde: ProCyclingStats |                      |                         |             |
| Samlede stilling |                      |                         |             |
| Rytter | Rytter               | Hold                    | Tid         |
| 1. | Iván Romeo           | Movistar Team           | 14t 09' 01" |
| 2. | Louis Barré          | Intermarché-Wanty       | + 17"       |
| 3. | Harold Tejada        | XDS Astana Team         | + 18"       |
| 4. | Florian Lipowitz     | Red Bull-Bora-Hansgrohe | + 24"       |
| 5. | Mathieu van der Poel | Alpecin-Deceuninck      | + 29"       |
| 6. | Eddie Dunbar         | Team Jayco AlUla        | + 37"       |
| 7. | Brieuc Rolland       | Groupama-FDJ            | + 37"       |
| 8. | Andreas Leknessund   | Uno-X Mobility          | + 37"       |
| 9. | Tadej Pogačar        | UAE Team Emirates XRG   | + 1' 06"    |
| 10. | Fred Wright          | Bahrain Victorious      | + 1' 12"    |

### 4. etape
| Charmes-sur-Rhône - Saint-Péray | enkeltstart | (17,4 km) |

| \| Etaperesultat \| Etaperesultat \| Etaperesultat \| Etaperesultat \| Etaperesultat \| \| Rytter \| Rytter \| Hold \| Tid \| \| \| ------------- \| -------------------- \| -------------------------- \| ------------- \| ------------- \| \| 1. \| Remco Evenepoel \| Soudal Quick-Step \| 20' 50" \| \| \| 2. \| Jonas Vingegaard \| Team Visma \\| Lease a Bike \| + 21" \| \| \| 3. \| Matteo Jorgenson \| Team Visma \\| Lease a Bike \| + 38" \| \| \| 4. \| Tadej Pogačar \| UAE Team Emirates XRG \| + 49" \| \| \| 5. \| Florian Lipowitz \| Red Bull-Bora-Hansgrohe \| + 57" \| \| \| 6. \| Mathieu van der Poel \| Alpecin-Deceuninck \| + 1' 02" \| \| \| 7. \| Rémi Cavagna \| Groupama-FDJ \| + 1' 07" \| \| \| 8. \| Eddie Dunbar \| Team Jayco AlUla \| + 1' 10" \| \| \| 9. \| Tobias Foss \| Ineos Grenadiers \| + 1' 10" \| \| \| 10. \| Paul Seixas \| Decathlon-AG2R La Mondiale \| + 1' 12" \| \| |                      |                            |          |
| |                      |                            |          |
| Kilde: ProCyclingStats |                      |                            |          |
| Etaperesultat |                      |                            |          |
| Rytter | Rytter               | Hold                       | Tid      |
| 1. | Remco Evenepoel      | Soudal Quick-Step          | 20' 50"  |
| 2. | Jonas Vingegaard     | Team Visma \| Lease a Bike | + 21"    |
| 3. | Matteo Jorgenson     | Team Visma \| Lease a Bike | + 38"    |
| 4. | Tadej Pogačar        | UAE Team Emirates XRG      | + 49"    |
| 5. | Florian Lipowitz     | Red Bull-Bora-Hansgrohe    | + 57"    |
| 6. | Mathieu van der Poel | Alpecin-Deceuninck         | + 1' 02" |
| 7. | Rémi Cavagna         | Groupama-FDJ               | + 1' 07" |
| 8. | Eddie Dunbar         | Team Jayco AlUla           | + 1' 10" |
| 9. | Tobias Foss          | Ineos Grenadiers           | + 1' 10" |
| 10. | Paul Seixas          | Decathlon-AG2R La Mondiale | + 1' 12" |

| \| Samlede stilling \| Samlede stilling \| Samlede stilling \| Samlede stilling \| Samlede stilling \| \| Rytter \| Rytter \| Hold \| Tid \| \| \| ---------------- \| -------------------- \| -------------------------- \| ---------------- \| ---------------- \| \| 1. \| Remco Evenepoel \| Soudal Quick-Step \| 14t 31' 08" \| \| \| 2. \| Florian Lipowitz \| Red Bull-Bora-Hansgrohe \| + 4" \| \| \| 3. \| Iván Romeo \| Movistar Team \| + 9" \| \| \| 4. \| Mathieu van der Poel \| Alpecin-Deceuninck \| + 14" \| \| \| 5. \| Jonas Vingegaard \| Team Visma \\| Lease a Bike \| + 16" \| \| \| 6. \| Eddie Dunbar \| Team Jayco AlUla \| + 30" \| \| \| 7. \| Harold Tejada \| XDS Astana Team \| + 30" \| \| \| 8. \| Tadej Pogačar \| UAE Team Emirates XRG \| + 38" \| \| \| 9. \| Matteo Jorgenson \| Team Visma \\| Lease a Bike \| + 39" \| \| \| 10. \| Louis Barré \| Intermarché-Wanty \| + 1' 03" \| \| |                      |                            |             |
| |                      |                            |             |
| Kilde: ProCyclingStats |                      |                            |             |
| Samlede stilling |                      |                            |             |
| Rytter | Rytter               | Hold                       | Tid         |
| 1. | Remco Evenepoel      | Soudal Quick-Step          | 14t 31' 08" |
| 2. | Florian Lipowitz     | Red Bull-Bora-Hansgrohe    | + 4"        |
| 3. | Iván Romeo           | Movistar Team              | + 9"        |
| 4. | Mathieu van der Poel | Alpecin-Deceuninck         | + 14"       |
| 5. | Jonas Vingegaard     | Team Visma \| Lease a Bike | + 16"       |
| 6. | Eddie Dunbar         | Team Jayco AlUla           | + 30"       |
| 7. | Harold Tejada        | XDS Astana Team            | + 30"       |
| 8. | Tadej Pogačar        | UAE Team Emirates XRG      | + 38"       |
| 9. | Matteo Jorgenson     | Team Visma \| Lease a Bike | + 39"       |
| 10. | Louis Barré          | Intermarché-Wanty          | + 1' 03"    |

- Remco Evenepoel
- Jonas Vingegaard
- Tadej Pogacar
- Florian Lipowitz

### 5. etape
| Saint-Priest - Mâcon | kuperet etape | (183 km) |

| \| Etaperesultat \| Etaperesultat \| Etaperesultat \| Etaperesultat \| Etaperesultat \| \| Rytter \| Rytter \| Hold \| Tid \| \| \| ------------- \| -------------------- \| -------------------------- \| ------------- \| ------------- \| \| 1. \| Jake Stewart \| Israel-Premier Tech \| 4t 03' 46" \| \| \| 2. \| Axel Laurance \| Ineos Grenadiers \| + 0" \| \| \| 3. \| Søren Wærenskjold \| Uno-X Mobility \| + 0" \| \| \| 4. \| Laurence Pithie \| Red Bull-Bora-Hansgrohe \| + 0" \| \| \| 5. \| Jonathan Milan \| Lidl-Trek \| + 0" \| \| \| 6. \| Paul Penhoët \| Groupama-FDJ \| + 0" \| \| \| 7. \| Émilien Jeannière \| Team TotalEnergies \| + 0" \| \| \| 8. \| Fred Wright \| Bahrain Victorious \| + 0" \| \| \| 9. \| Mathieu van der Poel \| Alpecin-Deceuninck \| + 0" \| \| \| 10. \| Bastien Tronchon \| Decathlon-AG2R La Mondiale \| + 0" \| \| |                      |                            |            |
| |                      |                            |            |
| Kilde: ProCyclingStats |                      |                            |            |
| Etaperesultat |                      |                            |            |
| Rytter | Rytter               | Hold                       | Tid        |
| 1. | Jake Stewart         | Israel-Premier Tech        | 4t 03' 46" |
| 2. | Axel Laurance        | Ineos Grenadiers           | + 0"       |
| 3. | Søren Wærenskjold    | Uno-X Mobility             | + 0"       |
| 4. | Laurence Pithie      | Red Bull-Bora-Hansgrohe    | + 0"       |
| 5. | Jonathan Milan       | Lidl-Trek                  | + 0"       |
| 6. | Paul Penhoët         | Groupama-FDJ               | + 0"       |
| 7. | Émilien Jeannière    | Team TotalEnergies         | + 0"       |
| 8. | Fred Wright          | Bahrain Victorious         | + 0"       |
| 9. | Mathieu van der Poel | Alpecin-Deceuninck         | + 0"       |
| 10. | Bastien Tronchon     | Decathlon-AG2R La Mondiale | + 0"       |

| \| Samlede stilling \| Samlede stilling \| Samlede stilling \| Samlede stilling \| Samlede stilling \| \| Rytter \| Rytter \| Hold \| Tid \| \| \| ---------------- \| -------------------- \| -------------------------- \| ---------------- \| ---------------- \| \| 1. \| Remco Evenepoel \| Soudal Quick-Step \| 18t 34' 54" \| \| \| 2. \| Florian Lipowitz \| Red Bull-Bora-Hansgrohe \| + 4" \| \| \| 3. \| Mathieu van der Poel \| Alpecin-Deceuninck \| + 14" \| \| \| 4. \| Jonas Vingegaard \| Team Visma \\| Lease a Bike \| + 16" \| \| \| 5. \| Eddie Dunbar \| Team Jayco AlUla \| + 30" \| \| \| 6. \| Iván Romeo \| Movistar Team \| + 31" \| \| \| 7. \| Tadej Pogačar \| UAE Team Emirates XRG \| + 38" \| \| \| 8. \| Matteo Jorgenson \| Team Visma \\| Lease a Bike \| + 39" \| \| \| 9. \| Fred Wright \| Bahrain Victorious \| + 1' 16" \| \| \| 10. \| Aleksej Lutsenko \| Israel-Premier Tech \| + 1' 24" \| \| |                      |                            |             |
| |                      |                            |             |
| Kilde: ProCyclingStats |                      |                            |             |
| Samlede stilling |                      |                            |             |
| Rytter | Rytter               | Hold                       | Tid         |
| 1. | Remco Evenepoel      | Soudal Quick-Step          | 18t 34' 54" |
| 2. | Florian Lipowitz     | Red Bull-Bora-Hansgrohe    | + 4"        |
| 3. | Mathieu van der Poel | Alpecin-Deceuninck         | + 14"       |
| 4. | Jonas Vingegaard     | Team Visma \| Lease a Bike | + 16"       |
| 5. | Eddie Dunbar         | Team Jayco AlUla           | + 30"       |
| 6. | Iván Romeo           | Movistar Team              | + 31"       |
| 7. | Tadej Pogačar        | UAE Team Emirates XRG      | + 38"       |
| 8. | Matteo Jorgenson     | Team Visma \| Lease a Bike | + 39"       |
| 9. | Fred Wright          | Bahrain Victorious         | + 1' 16"    |
| 10. | Aleksej Lutsenko     | Israel-Premier Tech        | + 1' 24"    |

### 6. etape
| Valserhône - Combloux | middel bjergetape | (126,7 km) |

| \| Etaperesultat \| Etaperesultat \| Etaperesultat \| Etaperesultat \| Etaperesultat \| \| Rytter \| Rytter \| Hold \| Tid \| \| \| ------------- \| -------------------------- \| -------------------------- \| ------------- \| ------------- \| \| 1. \| Tadej Pogačar \| UAE Team Emirates XRG \| 2t 59' 46" \| \| \| 2. \| Jonas Vingegaard \| Team Visma \\| Lease a Bike \| + 1' 01" \| \| \| 3. \| Florian Lipowitz \| Red Bull-Bora-Hansgrohe \| + 1' 22" \| \| \| 4. \| Matteo Jorgenson \| Team Visma \\| Lease a Bike \| + 1' 30" \| \| \| 5. \| Remco Evenepoel \| Soudal Quick-Step \| + 1' 50" \| \| \| 6. \| Alex Baudin \| EF Education-EasyPost \| + 1' 56" \| \| \| 7. \| Tobias Halland Johannessen \| Uno-X Mobility \| + 2' 03" \| \| \| 8. \| Louis Barré \| Intermarché-Wanty \| + 2' 04" \| \| \| 9. \| Ben Tulett \| Team Visma \\| Lease a Bike \| + 2' 04" \| \| \| 10. \| Paul Seixas \| Decathlon-AG2R La Mondiale \| + 2' 04" \| \| |                            |                            |            |
| |                            |                            |            |
| Kilder: ProCyclingStats Cycling Quotient |                            |                            |            |
| Etaperesultat |                            |                            |            |
| Rytter | Rytter                     | Hold                       | Tid        |
| 1. | Tadej Pogačar              | UAE Team Emirates XRG      | 2t 59' 46" |
| 2. | Jonas Vingegaard           | Team Visma \| Lease a Bike | + 1' 01"   |
| 3. | Florian Lipowitz           | Red Bull-Bora-Hansgrohe    | + 1' 22"   |
| 4. | Matteo Jorgenson           | Team Visma \| Lease a Bike | + 1' 30"   |
| 5. | Remco Evenepoel            | Soudal Quick-Step          | + 1' 50"   |
| 6. | Alex Baudin                | EF Education-EasyPost      | + 1' 56"   |
| 7. | Tobias Halland Johannessen | Uno-X Mobility             | + 2' 03"   |
| 8. | Louis Barré                | Intermarché-Wanty          | + 2' 04"   |
| 9. | Ben Tulett                 | Team Visma \| Lease a Bike | + 2' 04"   |
| 10. | Paul Seixas                | Decathlon-AG2R La Mondiale | + 2' 04"   |

| \| Samlede stilling \| Samlede stilling \| Samlede stilling \| Samlede stilling \| Samlede stilling \| \| Rytter \| Rytter \| Hold \| Tid \| \| \| ---------------- \| -------------------------- \| -------------------------- \| ---------------- \| ---------------- \| \| 1. \| Tadej Pogačar \| UAE Team Emirates XRG \| 21t 35' 08" \| \| \| 2. \| Jonas Vingegaard \| Team Visma \\| Lease a Bike \| + 43" \| \| \| 3. \| Florian Lipowitz \| Red Bull-Bora-Hansgrohe \| + 54" \| \| \| 4. \| Remco Evenepoel \| Soudal Quick-Step \| + 1' 22" \| \| \| 5. \| Matteo Jorgenson \| Team Visma \\| Lease a Bike \| + 1' 41" \| \| \| 6. \| Eddie Dunbar \| Team Jayco AlUla \| + 2' 28" \| \| \| 7. \| Louis Barré \| Intermarché-Wanty \| + 2' 39" \| \| \| 8. \| Paul Seixas \| Decathlon-AG2R La Mondiale \| + 2' 49" \| \| \| 9. \| Tobias Halland Johannessen \| Uno-X Mobility \| + 3' 21" \| \| \| 10. \| Ben Tulett \| Team Visma \\| Lease a Bike \| + 3' 26" \| \| |                            |                            |             |
| |                            |                            |             |
| Kilder: ProCyclingStats Cycling Quotient |                            |                            |             |
| Samlede stilling |                            |                            |             |
| Rytter | Rytter                     | Hold                       | Tid         |
| 1. | Tadej Pogačar              | UAE Team Emirates XRG      | 21t 35' 08" |
| 2. | Jonas Vingegaard           | Team Visma \| Lease a Bike | + 43"       |
| 3. | Florian Lipowitz           | Red Bull-Bora-Hansgrohe    | + 54"       |
| 4. | Remco Evenepoel            | Soudal Quick-Step          | + 1' 22"    |
| 5. | Matteo Jorgenson           | Team Visma \| Lease a Bike | + 1' 41"    |
| 6. | Eddie Dunbar               | Team Jayco AlUla           | + 2' 28"    |
| 7. | Louis Barré                | Intermarché-Wanty          | + 2' 39"    |
| 8. | Paul Seixas                | Decathlon-AG2R La Mondiale | + 2' 49"    |
| 9. | Tobias Halland Johannessen | Uno-X Mobility             | + 3' 21"    |
| 10. | Ben Tulett                 | Team Visma \| Lease a Bike | + 3' 26"    |

### 7. etape
| Grand-Aigueblanche - Valmeinier | bjergetape | (131,6 km) |

| \| Etaperesultat \| Etaperesultat \| Etaperesultat \| Etaperesultat \| Etaperesultat \| \| Rytter \| Rytter \| Hold \| Tid \| \| \| ------------- \| -------------------------- \| -------------------------- \| ------------- \| ------------- \| \| 1. \| Tadej Pogačar \| UAE Team Emirates XRG \| 4t 10' 00" \| \| \| 2. \| Jonas Vingegaard \| Team Visma \\| Lease a Bike \| + 14" \| \| \| 3. \| Florian Lipowitz \| Red Bull-Bora-Hansgrohe \| + 1' 21" \| \| \| 4. \| Tobias Halland Johannessen \| Uno-X Mobility \| + 2' 26" \| \| \| 5. \| Remco Evenepoel \| Soudal Quick-Step \| + 2' 36" \| \| \| 6. \| Ben Tulett \| Team Visma \\| Lease a Bike \| + 3' 48" \| \| \| 7. \| Enric Mas \| Movistar Team \| + 3' 48" \| \| \| 8. \| Emanuel Buchmann \| Cofidis \| + 3' 50" \| \| \| 9. \| Carlos Rodríguez \| Ineos Grenadiers \| + 3' 50" \| \| \| 10. \| Guillaume Martin-Guyonnet \| Groupama-FDJ \| + 3' 50" \| \| |                            |                            |            |
| |                            |                            |            |
| Kilde: ProCyclingStats |                            |                            |            |
| Etaperesultat |                            |                            |            |
| Rytter | Rytter                     | Hold                       | Tid        |
| 1. | Tadej Pogačar              | UAE Team Emirates XRG      | 4t 10' 00" |
| 2. | Jonas Vingegaard           | Team Visma \| Lease a Bike | + 14"      |
| 3. | Florian Lipowitz           | Red Bull-Bora-Hansgrohe    | + 1' 21"   |
| 4. | Tobias Halland Johannessen | Uno-X Mobility             | + 2' 26"   |
| 5. | Remco Evenepoel            | Soudal Quick-Step          | + 2' 36"   |
| 6. | Ben Tulett                 | Team Visma \| Lease a Bike | + 3' 48"   |
| 7. | Enric Mas                  | Movistar Team              | + 3' 48"   |
| 8. | Emanuel Buchmann           | Cofidis                    | + 3' 50"   |
| 9. | Carlos Rodríguez           | Ineos Grenadiers           | + 3' 50"   |
| 10. | Guillaume Martin-Guyonnet  | Groupama-FDJ               | + 3' 50"   |

| \| Samlede stilling \| Samlede stilling \| Samlede stilling \| Samlede stilling \| Samlede stilling \| \| Rytter \| Rytter \| Hold \| Tid \| \| \| ---------------- \| -------------------------- \| -------------------------- \| ---------------- \| ---------------- \| \| 1. \| Tadej Pogačar \| UAE Team Emirates XRG \| 25t 44' 58" \| \| \| 2. \| Jonas Vingegaard \| Team Visma \\| Lease a Bike \| + 1' 01" \| \| \| 3. \| Florian Lipowitz \| Red Bull-Bora-Hansgrohe \| + 2' 21" \| \| \| 4. \| Remco Evenepoel \| Soudal Quick-Step \| + 4' 11" \| \| \| 5. \| Tobias Halland Johannessen \| Uno-X Mobility \| + 5' 55" \| \| \| 6. \| Paul Seixas \| Decathlon-AG2R La Mondiale \| + 6' 50" \| \| \| 7. \| Matteo Jorgenson \| Team Visma \\| Lease a Bike \| + 7' 18" \| \| \| 8. \| Ben Tulett \| Team Visma \\| Lease a Bike \| + 7' 24" \| \| \| 9. \| Carlos Rodríguez \| Ineos Grenadiers \| + 7' 41" \| \| \| 10. \| Enric Mas \| Movistar Team \| + 7' 43" \| \| |                            |                            |             |
| |                            |                            |             |
| Kilde: ProCyclingStats |                            |                            |             |
| Samlede stilling |                            |                            |             |
| Rytter | Rytter                     | Hold                       | Tid         |
| 1. | Tadej Pogačar              | UAE Team Emirates XRG      | 25t 44' 58" |
| 2. | Jonas Vingegaard           | Team Visma \| Lease a Bike | + 1' 01"    |
| 3. | Florian Lipowitz           | Red Bull-Bora-Hansgrohe    | + 2' 21"    |
| 4. | Remco Evenepoel            | Soudal Quick-Step          | + 4' 11"    |
| 5. | Tobias Halland Johannessen | Uno-X Mobility             | + 5' 55"    |
| 6. | Paul Seixas                | Decathlon-AG2R La Mondiale | + 6' 50"    |
| 7. | Matteo Jorgenson           | Team Visma \| Lease a Bike | + 7' 18"    |
| 8. | Ben Tulett                 | Team Visma \| Lease a Bike | + 7' 24"    |
| 9. | Carlos Rodríguez           | Ineos Grenadiers           | + 7' 41"    |
| 10. | Enric Mas                  | Movistar Team              | + 7' 43"    |

### 8. etape
| Val-d'Arc - Mont Cenis | bjergetape | (133,3 km) |

| \| Etaperesultat \| Etaperesultat \| Etaperesultat \| Etaperesultat \| Etaperesultat \| \| Rytter \| Rytter \| Hold \| Tid \| \| \| ------------- \| -------------------------- \| -------------------------- \| ------------- \| ------------- \| \| 1. \| Lenny Martinez \| Bahrain Victorious \| 3t 34' 18" \| \| \| 2. \| Jonas Vingegaard \| Team Visma \\| Lease a Bike \| + 34" \| \| \| 3. \| Tadej Pogačar \| UAE Team Emirates XRG \| + 34" \| \| \| 4. \| Matteo Jorgenson \| Team Visma \\| Lease a Bike \| + 40" \| \| \| 5. \| Remco Evenepoel \| Soudal Quick-Step \| + 40" \| \| \| 6. \| Enric Mas \| Movistar Team \| + 45" \| \| \| 7. \| Florian Lipowitz \| Red Bull-Bora-Hansgrohe \| + 47" \| \| \| 8. \| Tobias Halland Johannessen \| Uno-X Mobility \| + 47" \| \| \| 9. \| Ben Healy \| EF Education-EasyPost \| + 1' 01" \| \| \| 10. \| Sepp Kuss \| Team Visma \\| Lease a Bike \| + 1' 01" \| \| |                            |                            |            |
| |                            |                            |            |
| Kilde: ProCyclingStats |                            |                            |            |
| Etaperesultat |                            |                            |            |
| Rytter | Rytter                     | Hold                       | Tid        |
| 1. | Lenny Martinez             | Bahrain Victorious         | 3t 34' 18" |
| 2. | Jonas Vingegaard           | Team Visma \| Lease a Bike | + 34"      |
| 3. | Tadej Pogačar              | UAE Team Emirates XRG      | + 34"      |
| 4. | Matteo Jorgenson           | Team Visma \| Lease a Bike | + 40"      |
| 5. | Remco Evenepoel            | Soudal Quick-Step          | + 40"      |
| 6. | Enric Mas                  | Movistar Team              | + 45"      |
| 7. | Florian Lipowitz           | Red Bull-Bora-Hansgrohe    | + 47"      |
| 8. | Tobias Halland Johannessen | Uno-X Mobility             | + 47"      |
| 9. | Ben Healy                  | EF Education-EasyPost      | + 1' 01"   |
| 10. | Sepp Kuss                  | Team Visma \| Lease a Bike | + 1' 01"   |

## Trøjernes fordeling gennem løbet
| Etape    |                   | Vinder _        | Samlede stilling | Pointtrøje           | Bjergtrøje     | Ungdomstrøje     | Mest angrebsivrige   | Holdkonkurrence            |
| -------- | ----------------- | --------------- | ---------------- | -------------------- | -------------- | ---------------- | -------------------- | -------------------------- |
| 1. etape | kuperet etape     | Tadej Pogačar   | Tadej Pogačar    | Tadej Pogačar        | Paul Ourselin  | Remco Evenepoel  | Pierre Thierry       | Team Visma \| Lease a Bike |
| 2. etape | kuperet etape     | Jonathan Milan  | Jonathan Milan   | Mathieu van der Poel | Paul Ourselin  | Jonathan Milan   | Paul Ourselin        | Team Visma \| Lease a Bike |
| 3. etape | kuperet etape     | Iván Romeo      | Iván Romeo       | Mathieu van der Poel | Paul Ourselin  | Iván Romeo       | Mathieu van der Poel | Movistar Team              |
| 4. etape | enkeltstart       | Remco Evenepoel | Remco Evenepoel  | Mathieu van der Poel | Paul Ourselin  | Remco Evenepoel  | ikke uddelt          | Team Visma \| Lease a Bike |
| 5. etape | kuperet etape     | Jake Stewart    | Remco Evenepoel  | Mathieu van der Poel | Paul Ourselin  | Remco Evenepoel  | Benjamin Thomas      | Team Visma \| Lease a Bike |
| 6. etape | middel bjergetape | Tadej Pogačar   | Tadej Pogačar    | Mathieu van der Poel | Alex Baudin    | Florian Lipowitz | Alex Baudin          | Team Visma \| Lease a Bike |
| 7. etape | bjergetape        | Tadej Pogačar   | Tadej Pogačar    | Tadej Pogačar        | Tadej Pogačar  | Florian Lipowitz | Romain Bardet        | Team Visma \| Lease a Bike |
| 8. etape | bjergetape        | Lenny Martinez  | Tadej Pogačar    | Tadej Pogačar        | Bruno Armirail | Florian Lipowitz | Mathieu van der Poel | Team Visma \| Lease a Bike |
| Samlet   | Samlet            |                 | Tadej Pogačar    | Tadej Pogačar        | Bruno Armirail | Florian Lipowitz | ikke uddelt          | Team Visma \| Lease a Bike |

## Resultater

### Samlede stilling
| \| Samlede stilling \| Samlede stilling \| Samlede stilling \| Samlede stilling \| Samlede stilling \| \| Rytter \| Rytter \| Hold \| Tid \| \| \| ---------------- \| -------------------------- \| -------------------------- \| ---------------- \| ---------------- \| \| 1. \| Tadej Pogačar \| UAE Team Emirates XRG \| 29t 19' 46" \| \| \| 2. \| Jonas Vingegaard \| Team Visma \\| Lease a Bike \| + 59" \| \| \| 3. \| Florian Lipowitz \| Red Bull-Bora-Hansgrohe \| + 2' 38" \| \| \| 4. \| Remco Evenepoel \| Soudal Quick-Step \| + 4' 12" \| \| \| 5. \| Tobias Halland Johannessen \| Uno-X Mobility \| + 6' 12" \| \| \| 6. \| Matteo Jorgenson \| Team Visma \\| Lease a Bike \| + 7' 28" \| \| \| 7. \| Enric Mas \| Movistar Team \| + 7' 57" \| \| \| 8. \| Paul Seixas \| Decathlon-AG2R La Mondiale \| + 8' 25" \| \| \| 9. \| Carlos Rodríguez \| Ineos Grenadiers \| + 8' 57" \| \| \| 10. \| Guillaume Martin-Guyonnet \| Groupama-FDJ \| + 10' 01" \| \| |                            |                            |             |
| |                            |                            |             |
| Kilder: ProCyclingStats Cycling Quotient |                            |                            |             |
| Samlede stilling |                            |                            |             |
| Rytter | Rytter                     | Hold                       | Tid         |
| 1. | Tadej Pogačar              | UAE Team Emirates XRG      | 29t 19' 46" |
| 2. | Jonas Vingegaard           | Team Visma \| Lease a Bike | + 59"       |
| 3. | Florian Lipowitz           | Red Bull-Bora-Hansgrohe    | + 2' 38"    |
| 4. | Remco Evenepoel            | Soudal Quick-Step          | + 4' 12"    |
| 5. | Tobias Halland Johannessen | Uno-X Mobility             | + 6' 12"    |
| 6. | Matteo Jorgenson           | Team Visma \| Lease a Bike | + 7' 28"    |
| 7. | Enric Mas                  | Movistar Team              | + 7' 57"    |
| 8. | Paul Seixas                | Decathlon-AG2R La Mondiale | + 8' 25"    |
| 9. | Carlos Rodríguez           | Ineos Grenadiers           | + 8' 57"    |
| 10. | Guillaume Martin-Guyonnet  | Groupama-FDJ               | + 10' 01"   |

### Pointkonkurrencen
| Pointkonkurrence | Pointkonkurrence     | Pointkonkurrence           | Pointkonkurrence | Pointkonkurrence |
| Rytter           | Rytter               | Hold                       | Point            |                  |
| ---------------- | -------------------- | -------------------------- | ---------------- | ---------------- |
| 1.               | Tadej Pogačar        | UAE Team Emirates XRG      | 79 point         |                  |
| 2.               | Mathieu van der Poel | Alpecin-Deceuninck         | 79 point         |                  |
| 3.               | Jonas Vingegaard     | Team Visma \| Lease a Bike | 70 point         |                  |
| 4.               | Remco Evenepoel      | Soudal Quick-Step          | 55 point         |                  |
| 5.               | Florian Lipowitz     | Red Bull-Bora-Hansgrohe    | 48 point         |                  |
| 6.               | Jonathan Milan       | Lidl-Trek                  | 41 point         |                  |
| 7.               | Axel Laurance        | Ineos Grenadiers           | 36 point         |                  |
| 8.               | Louis Barré          | Intermarché-Wanty          | 33 point         |                  |
| 9.               | Bastien Tronchon     | Decathlon-AG2R La Mondiale | 32 point         |                  |
| 10.              | Fred Wright          | Bahrain Victorious         | 32 point         |                  |

### Bjergkonkurrencen
| Bjergkonkurrence | Bjergkonkurrence        | Bjergkonkurrence           | Bjergkonkurrence | Bjergkonkurrence |
| Rytter           | Rytter                  | Hold                       | Point            |                  |
| ---------------- | ----------------------- | -------------------------- | ---------------- | ---------------- |
| 1.               | Bruno Armirail          | Decathlon-AG2R La Mondiale | 36 point         |                  |
| 2.               | Tadej Pogačar           | UAE Team Emirates XRG      | 33 point         |                  |
| 3.               | Sergio Higuita          | XDS Astana Team            | 27 point         |                  |
| 4.               | Jonas Vingegaard        | Team Visma \| Lease a Bike | 26 point         |                  |
| 5.               | Lenny Martinez          | Bahrain Victorious         | 23 point         |                  |
| 6.               | Juan Guillermo Martínez | Team Picnic-PostNL         | 18 point         |                  |
| 7.               | Romain Bardet           | Team Picnic-PostNL         | 16 point         |                  |
| 8.               | Florian Lipowitz        | Red Bull-Bora-Hansgrohe    | 15 point         |                  |
| 9.               | Mathieu van der Poel    | Alpecin-Deceuninck         | 14 point         |                  |
| 10.              | Alex Baudin             | EF Education-EasyPost      | 13 point         |                  |

### Ungdomskonkurrencen
| Ungdomskonkurrence | Ungdomskonkurrence | Ungdomskonkurrence         | Ungdomskonkurrence | Ungdomskonkurrence |
| Rytter             | Rytter             | Hold                       | Tid                |                    |
| ------------------ | ------------------ | -------------------------- | ------------------ | ------------------ |
| 1.                 | Florian Lipowitz   | Red Bull-Bora-Hansgrohe    |                    |                    |
| 2.                 | Remco Evenepoel    | Soudal Quick-Step          | + 1' 43"           |                    |
| 3.                 | Paul Seixas        | Decathlon-AG2R La Mondiale | + 5' 47"           |                    |
| 4.                 | Carlos Rodríguez   | Ineos Grenadiers           | + 6' 19"           |                    |
| 5.                 | Ben Tulett         | Team Visma \| Lease a Bike | +                  |                    |
| 6.                 | Mathys Rondel      | Tudor Pro Cycling Team     | +                  |                    |
| 7.                 | Lenny Martinez     | Bahrain Victorious         | +                  |                    |
| 8.                 | Louis Barré        |                            | + 39' 25"          |                    |
| 9.                 | Ben Healy          | EF Education-EasyPost      | + 45' 13"          |                    |
| 10.                | Iván Romeo         | Movistar Team              | + 46' 37"          |                    |

### Holdkonkurrencen
| Holdkonkurrence | Holdkonkurrence            | Holdkonkurrence | Holdkonkurrence |
| Hold            | Hold                       | Tid             |                 |
| --------------- | -------------------------- | --------------- | --------------- |
| 1.              | Team Visma \| Lease a Bike |                 |                 |

## Hold og ryttere
| UCI WorldTeams (18)- Alpecin-Deceuninck - Arkéa-B&B Hotels - Bahrain-Victorious - Cofidis - Decathlon AG2R La Mondiale Team - EF Education-EasyPost - Groupama-FDJ - Ineos Grenadiers - Intermarché-Wanty - Lidl-Trek - Movistar Team - Red Bull-BORA-hansgrohe - Soudal Quick-Step - Team Jayco AlUla - Team Picnic-PostNL - Team Visma \| Lease a Bike - UAE Team Emirates XRG - XDS Astana Team UCI ProTeams (4)- Israel-Premier Tech - Team TotalEnergies - Tudor Pro Cycling Team - Uno-X Mobility |
| |

### Danske ryttere
| Danske ryttere på startlisten |                         |                            |           |
| Rygnummer                     | Rytter                  | Hold                       | Placering |
| 11                            | Jonas Vingegaard        | Team Visma \| Lease a Bike | 2         |
| 44                            | Casper Pedersen         | Soudal Quick-Step          | DNF–8     |
| 97                            | Michael Valgren         | EF Education-EasyPost      | 40        |
| 116                           | Johan Price-Pejtersen   | Alpecin-Deceuninck         | DNF–5     |
| 122                           | Magnus Cort             | Uno-X Mobility             | 118       |
| 125                           | Andreas Kron            | Uno-X Mobility             | DNS–6     |
| 164                           | Anders Foldager         | Team Jayco AlUla           | 87        |
| 165                           | Asbjørn Hellemose       | Team Jayco AlUla           | 32        |
| 167                           | Christopher Juul-Jensen | Team Jayco AlUla           | 84        |

* DNF = gennemførte ikke

* DNS = stillede ikke til start

### Startliste
| Red Bull-Bora-Hansgrohe RBH                   | Red Bull-Bora-Hansgrohe RBH           | Red Bull-Bora-Hansgrohe RBH |
| --------------------------------------------- | ------------------------------------- | --------------------------- |
| Nr.                                           | Rytter                                | Placering                   |
| 1                                             | Maxim Van Gils (BEL)                  | 29.                         |
| 2                                             | Finn Fisher-Black (NZL) (enkeltstart) | 16.                         |
| 3                                             | Alexander Hajek (AUT) (landevej)      | 65.                         |
| 4                                             | Florian Lipowitz (GER)                | 3.                          |
| 5                                             | Laurence Pithie (NZL)                 | 57.                         |
| 6                                             | Mick van Dijke (NED)                  | 111.                        |
| 7                                             | Ben Zwiehoff (GER)                    | 36.                         |
| Sportsdirektør: Bernhard Eisel, Roger Hammond |                                       |                             |

| Team Visma \| Lease a Bike TVL                  | Team Visma \| Lease a Bike TVL | Team Visma \| Lease a Bike TVL |
| ----------------------------------------------- | ------------------------------ | ------------------------------ |
| Nr.                                             | Rytter                         | Placering                      |
| 11                                              | Jonas Vingegaard (DEN)         | 2.                             |
| 12                                              | Victor Campenaerts (BEL)       | 72.                            |
| 13                                              | Per Strand Hagenes (NOR)       | 78.                            |
| 14                                              | Matteo Jorgenson (USA)         | 6.                             |
| 15                                              | Sepp Kuss (USA)                | 13.                            |
| 16                                              | Ben Tulett (GBR)               | 12.                            |
| 17                                              | Attila Valter (HUN) (landevej) | 110.                           |
| Sportsdirektør: Grischa Niermann, Frans Maassen |                                |                                |

| UAE Team Emirates XRG UAD                      | UAE Team Emirates XRG UAD         | UAE Team Emirates XRG UAD |
| ---------------------------------------------- | --------------------------------- | ------------------------- |
| Nr.                                            | Rytter                            | Placering                 |
| 21                                             | Tadej Pogačar (SLO) (landevej)    | 1.                        |
| 22                                             | Jhonatan Narváez (ECU) (landevej) | 41.                       |
| 23                                             | Domen Novak (SLO) (landevej)      | DNF-8                     |
| 24                                             | Nils Politt (GER)                 | 55.                       |
| 25                                             | Pavel Sivakov (FRA)               | 27.                       |
| 26                                             | Marc Soler (ESP)                  | 88.                       |
| 27                                             | Tim Wellens (BEL)                 | 38.                       |
| Sportsdirektør: Andrej Hauptman, Marco Marzano |                                   |                           |

| Ineos Grenadiers IGD                              | Ineos Grenadiers IGD   | Ineos Grenadiers IGD |
| ------------------------------------------------- | ---------------------- | -------------------- |
| Nr.                                               | Rytter                 | Placering            |
| 31                                                | Carlos Rodríguez (ESP) | 9.                   |
| 32                                                | Tobias Foss (NOR)      | 45.                  |
| 33                                                | Axel Laurance (FRA)    | 59.                  |
| 34                                                | Michael Leonard (CAN)  | 70.                  |
| 35                                                | Óscar Rodríguez (ESP)  | 86.                  |
| 36                                                | Magnus Sheffield (USA) | 71.                  |
| 37                                                | Samuel Watson (GBR)    | 102.                 |
| Sportsdirektør: Oliver Cookson, Kurt-Asle Arvesen |                        |                      |

| Soudal Quick-Step SOQ                          | Soudal Quick-Step SOQ               | Soudal Quick-Step SOQ |
| ---------------------------------------------- | ----------------------------------- | --------------------- |
| Nr.                                            | Rytter                              | Placering             |
| 41                                             | Remco Evenepoel (BEL) (enkeltstart) | 4.                    |
| 42                                             | Pascal Eenkhoorn (NED)              | DNF-5                 |
| 43                                             | Valentin Paret-Peintre (FRA)        | 51.                   |
| 44                                             | Casper Pedersen (DEN)               | DNF-8                 |
| 45                                             | Pepijn Reinderink (NED)             | 122.                  |
| 46                                             | Maximilian Schachmann (GER)         | 63.                   |
| 47                                             | Louis Vervaeke (BEL)                | DNF-5                 |
| Sportsdirektør: Klaas Lodewyck, Dries Devenyns |                                     |                       |

| Bahrain Victorious TBV                          | Bahrain Victorious TBV  | Bahrain Victorious TBV |
| ----------------------------------------------- | ----------------------- | ---------------------- |
| Nr.                                             | Rytter                  | Placering              |
| 51                                              | Lenny Martinez (FRA)    | 28.                    |
| 52                                              | Santiago Buitrago (COL) | DNF-8                  |
| 53                                              | Kamil Gradek (POL)      | DNF-6                  |
| 54                                              | Jack Haig (AUS)         | 30.                    |
| 55                                              | Robert Stannard (AUS)   | 105.                   |
| 56                                              | Torstein Træen (NOR)    | 25.                    |
| 57                                              | Fred Wright (GBR)       | 79.                    |
| Sportsdirektør: Neil Stephens, Xavier Florencio |                         |                        |

| Lidl-Trek LTK                                 | Lidl-Trek LTK                               | Lidl-Trek LTK |
| --------------------------------------------- | ------------------------------------------- | ------------- |
| Nr.                                           | Rytter                                      | Placering     |
| 61                                            | Jonathan Milan (ITA)                        | 113.          |
| 62                                            | Julien Bernard (FRA)                        | 67.           |
| 63                                            | Simone Consonni (ITA)                       | 117.          |
| 64                                            | Amanuel Ghebreigzabhier (ERI) (enkeltstart) | 126.          |
| 65                                            | Toms Skujiņš (LAT)                          | 35.           |
| 66                                            | Jasper Stuyven (BEL)                        | 76.           |
| 67                                            | Edward Theuns (BEL)                         | 119.          |
| Sportsdirektør: Steven de Jongh, Grégory Rast |                                             |               |

| Decathlon-AG2R La Mondiale DAT               | Decathlon-AG2R La Mondiale DAT | Decathlon-AG2R La Mondiale DAT |
| -------------------------------------------- | ------------------------------ | ------------------------------ |
| Nr.                                          | Rytter                         | Placering                      |
| 71                                           | Clément Berthet (FRA)          | 24.                            |
| 72                                           | Bruno Armirail (FRA)           | 21.                            |
| 73                                           | Jordan Labrosse (FRA)          | 91.                            |
| 74                                           | Oliver Naesen (BEL)            | 116.                           |
| 75                                           | Aurélien Paret-Peintre (FRA)   | 34.                            |
| 76                                           | Paul Seixas (FRA)              | 8.                             |
| 77                                           | Bastien Tronchon (FRA)         | 53.                            |
| Sportsdirektør: Sébastien Joly, Cyril Dessel |                                |                                |

| XDS Astana Team XAT                           | XDS Astana Team XAT                  | XDS Astana Team XAT |
| --------------------------------------------- | ------------------------------------ | ------------------- |
| Nr.                                           | Rytter                               | Placering           |
| 81                                            | Sergio Higuita (COL)                 | 22.                 |
| 82                                            | Jevgenij Fedorov (KAZ) (enkeltstart) | 114.                |
| 83                                            | Henok Mulubrhan (ERI) (landevej)     | 68.                 |
| 84                                            | Harold Tejada (COL)                  | DNF-5               |
| 85                                            | Darren van Bekkum (NED)              | 47.                 |
| 86                                            | Simone Velasco (ITA)                 | 69.                 |
| 87                                            | Nicolas Vinokurov (KAZ)              | DNS-4               |
| Sportsdirektør: Dmitrij Fofonov, Mark Renshaw |                                      |                     |

| EF Education-EasyPost EFE                       | EF Education-EasyPost EFE | EF Education-EasyPost EFE |
| ----------------------------------------------- | ------------------------- | ------------------------- |
| Nr.                                             | Rytter                    | Placering                 |
| 91                                              | Ben Healy (IRL)           | 37.                       |
| 92                                              | Alex Baudin (FRA)         | 42.                       |
| 93                                              | Esteban Chaves (COL)      | 20.                       |
| 94                                              | Alastair MacKellar (AUS)  | 127.                      |
| 95                                              | Lukas Nerurkar (GBR)      | 62.                       |
| 96                                              | Archie Ryan (IRL)         | DNF-8                     |
| 97                                              | Michael Valgren (DEN)     | 40.                       |
| Sportsdirektør: Charles Wegelius, Andreas Klier |                           |                           |

| Movistar Team MOV                                 | Movistar Team MOV       | Movistar Team MOV |
| ------------------------------------------------- | ----------------------- | ----------------- |
| Nr.                                               | Rytter                  | Placering         |
| 101                                               | Enric Mas (ESP)         | 7.                |
| 102                                               | Jorge Arcas (ESP)       | 89.               |
| 103                                               | Ruben Guerreiro (POR)   | 61.               |
| 104                                               | Michel Heßmann (GER)    | 77.               |
| 105                                               | Gregor Mühlberger (AUT) | 16.               |
| 106                                               | Antonio Pedrero (ESP)   | 80.               |
| 107                                               | Iván Romeo (ESP)        | 39.               |
| Sportsdirektør: José Joaquín Rojas, Xabier Muriel |                         |                   |

| Alpecin-Deceuninck ADC                                | Alpecin-Deceuninck ADC      | Alpecin-Deceuninck ADC |
| ----------------------------------------------------- | --------------------------- | ---------------------- |
| Nr.                                                   | Rytter                      | Placering              |
| 111                                                   | Mathieu van der Poel (NED)  | 58.                    |
| 112                                                   | Tobias Bayer (AUT)          | 106.                   |
| 113                                                   | Lars Boven (NED)            | DNF-6                  |
| 114                                                   | Michael Gogl (AUT)          | 120.                   |
| 115                                                   | Xandro Meurisse (BEL)       | 50.                    |
| 116                                                   | Johan Price-Pejtersen (DEN) | DNF-5                  |
| 117                                                   | Gianni Vermeersch (BEL)     | 121.                   |
| Sportsdirektør: Christoph Roodhooft, Frederik Willems |                             |                        |

| Uno-X Mobility UXM                                                  | Uno-X Mobility UXM                    | Uno-X Mobility UXM |
| ------------------------------------------------------------------- | ------------------------------------- | ------------------ |
| Nr.                                                                 | Rytter                                | Placering          |
| 121                                                                 | Tobias Halland Johannessen (NOR)      | 5.                 |
| 122                                                                 | Magnus Cort (DEN)                     | 118.               |
| 123                                                                 | Stian Fredheim (NOR)                  | 104.               |
| 124                                                                 | Markus Hoelgaard (NOR) (landevej)     | 73.                |
| 125                                                                 | Andreas Kron (DEN)                    | DNS-6              |
| 126                                                                 | Andreas Leknessund (NOR)              | 33.                |
| 127                                                                 | Søren Wærenskjold (NOR) (enkeltstart) | 128.               |
| Sportsdirektør: Stig Kristiansen, Gabriel Rasch, Christian Andersen |                                       |                    |

| Groupama-FDJ GFC                                    | Groupama-FDJ GFC                | Groupama-FDJ GFC |
| --------------------------------------------------- | ------------------------------- | ---------------- |
| Nr.                                                 | Rytter                          | Placering        |
| 131                                                 | Guillaume Martin-Guyonnet (FRA) | 10.              |
| 132                                                 | Clément Braz Afonso (FRA)       | 23.              |
| 133                                                 | Rémi Cavagna (FRA)              | 81.              |
| 134                                                 | Rudy Molard (FRA)               | DNS-7            |
| 135                                                 | Paul Penhoët (FRA)              | 95.              |
| 136                                                 | Brieuc Rolland (FRA)            | 44.              |
| 137                                                 | Clément Russo (FRA)             | 100.             |
| Sportsdirektør: Benoît Vaugrenard, Frédéric Guesdon |                                 |                  |

| Israel-Premier Tech IPT                         | Israel-Premier Tech IPT | Israel-Premier Tech IPT |
| ----------------------------------------------- | ----------------------- | ----------------------- |
| Nr.                                             | Rytter                  | Placering               |
| 141                                             | Jake Stewart (GBR)      | DNF-8                   |
| 142                                             | Pascal Ackermann (GER)  | DNF-5                   |
| 143                                             | Guillaume Boivin (CAN)  | 112.                    |
| 144                                             | Matis Louvel (FRA)      | 101.                    |
| 145                                             | Aleksej Lutsenko (KAZ)  | 17.                     |
| 146                                             | Krists Neilands (LAT)   | 82.                     |
| 147                                             | Nadav Raisberg (ISR)    | 123.                    |
| Sportsdirektør: René Mandri, Alexander Cataford |                         |                         |

| Team Picnic-PostNL TPP                            | Team Picnic-PostNL TPP        | Team Picnic-PostNL TPP |
| ------------------------------------------------- | ----------------------------- | ---------------------- |
| Nr.                                               | Rytter                        | Placering              |
| 151                                               | Romain Bardet (FRA)           | 26.                    |
| 152                                               | Romain Combaud (FRA)          | 83.                    |
| 153                                               | Chris Hamilton (AUS)          | 54.                    |
| 154                                               | Bjoern Koerdt (GBR)           | 99.                    |
| 155                                               | Enzo Leijnse (NED)            | 125.                   |
| 156                                               | Juan Guillermo Martínez (COL) | 60.                    |
| 157                                               | Max Poole (GBR)               | DNF-6                  |
| Sportsdirektør: Philip West, Christian Guiberteau |                               |                        |

| Team Jayco AlUla JAY                         | Team Jayco AlUla JAY             | Team Jayco AlUla JAY |
| -------------------------------------------- | -------------------------------- | -------------------- |
| Nr.                                          | Rytter                           | Placering            |
| 161                                          | Eddie Dunbar (IRL) (enkeltstart) | 19.                  |
| 162                                          | Koen Bouwman (NED)               | 75.                  |
| 163                                          | Alessandro De Marchi (ITA)       | DNF-6                |
| 164                                          | Anders Foldager (DEN)            | 87.                  |
| 165                                          | Asbjørn Hellemose (DEN)          | 32.                  |
| 166                                          | Michael Hepburn (AUS)            | DNS-5                |
| 167                                          | Christopher Juul-Jensen (DEN)    | 84.                  |
| Sportsdirektør: Steve Cummings, Rafael Valls |                                  |                      |

| Cofidis COF                                        | Cofidis COF            | Cofidis COF |
| -------------------------------------------------- | ---------------------- | ----------- |
| Nr.                                                | Rytter                 | Placering   |
| 171                                                | Emanuel Buchmann (GER) | 11.         |
| 172                                                | Oliver Knight (GBR)    | DNF-3       |
| 173                                                | Paul Ourselin (FRA)    | 115.        |
| 174                                                | Ludovic Robeet (BEL)   | DNF-8       |
| 175                                                | Dylan Teuns (BEL)      | 90.         |
| 176                                                | Benjamin Thomas (FRA)  | 96.         |
| 177                                                | Hugo Toumire (FRA)     | DNF-1       |
| Sportsdirektør: Bingen Fernández, Jean-Luc Jonrond |                        |             |

| Intermarché-Wanty IWA                                     | Intermarché-Wanty IWA | Intermarché-Wanty IWA |
| --------------------------------------------------------- | --------------------- | --------------------- |
| Nr.                                                       | Rytter                | Placering             |
| 181                                                       | Louis Meintjes (RSA)  | 18.                   |
| 182                                                       | Louis Barré (FRA)     | 31.                   |
| 183                                                       | Kamiel Bonneu (BEL)   | DNF-6                 |
| 184                                                       | Dries De Pooter (BEL) | 109.                  |
| 185                                                       | Hugo Page (FRA)       | 108.                  |
| 186                                                       | Tom Paquot (BEL)      | 124.                  |
| 187                                                       | Dion Smith (NZL)      | DNS-7                 |
| Sportsdirektør: Pieter Vanspeybrouck, Sébastien Demarbaix |                       |                       |

| Arkéa-B&B Hotels ARK                          | Arkéa-B&B Hotels ARK     | Arkéa-B&B Hotels ARK |
| --------------------------------------------- | ------------------------ | -------------------- |
| Nr.                                           | Rytter                   | Placering            |
| 191                                           | Anthony Delaplace (FRA)  | 93.                  |
| 192                                           | Victor Guernalec (FRA)   | 107.                 |
| 193                                           | Thibault Guernalec (FRA) | 66.                  |
| 194                                           | Michel Ries (LUX)        | 49.                  |
| 195                                           | Louis Rouland (FRA)      | DNF-6                |
| 196                                           | Pierre Thierry (FRA)     | 98.                  |
| 197                                           | Clément Venturini (FRA)  | 74.                  |
| Sportsdirektør: Yvon Ledanois, Laurent Pichon |                          |                      |

| Tudor Pro Cycling Team TUD                 | Tudor Pro Cycling Team TUD      | Tudor Pro Cycling Team TUD |
| ------------------------------------------ | ------------------------------- | -------------------------- |
| Nr.                                        | Rytter                          | Placering                  |
| 201                                        | Mathys Rondel (FRA)             | 15.                        |
| 202                                        | Jacob Eriksson (SWE) (landevej) | DNF-3                      |
| 203                                        | Lucas Eriksson (SWE)            | 94.                        |
| 204                                        | Roland Thalmann (SUI)           | 85.                        |
| 205                                        | Matteo Trentin (ITA)            | DNS-7                      |
| 206                                        | Fabian Weiss (SUI)              | 92.                        |
| 207                                        | Hannes Wilksch (GER)            | 43.                        |
| Sportsdirektør: Claudio Cozzi, Bruno Pires |                                 |                            |

| Team TotalEnergies TEN                      | Team TotalEnergies TEN   | Team TotalEnergies TEN |
| ------------------------------------------- | ------------------------ | ---------------------- |
| Nr.                                         | Rytter                   | Placering              |
| 211                                         | Anthony Turgis (FRA)     | 97.                    |
| 212                                         | Mathieu Burgaudeau (FRA) | 56.                    |
| 213                                         | Fabien Doubey (FRA)      | 52.                    |
| 214                                         | Émilien Jeannière (FRA)  | DNF-8                  |
| 215                                         | Jordan Jegat (FRA)       | 14.                    |
| 216                                         | Pierre Latour (FRA)      | 48.                    |
| 217                                         | Mattéo Vercher (FRA)     | 103.                   |
| Sportsdirektør: Cyril Lemoine, Thibaut Macé |                          |                        |

| Red Bull-Bora-Hansgrohe RBH                   | Red Bull-Bora-Hansgrohe RBH           | Red Bull-Bora-Hansgrohe RBH |
| --------------------------------------------- | ------------------------------------- | --------------------------- |
| Nr.                                           | Rytter                                | Placering                   |
| 1                                             | Maxim Van Gils (BEL)                  | 29.                         |
| 2                                             | Finn Fisher-Black (NZL) (enkeltstart) | 16.                         |
| 3                                             | Alexander Hajek (AUT) (landevej)      | 65.                         |
| 4                                             | Florian Lipowitz (GER)                | 3.                          |
| 5                                             | Laurence Pithie (NZL)                 | 57.                         |
| 6                                             | Mick van Dijke (NED)                  | 111.                        |
| 7                                             | Ben Zwiehoff (GER)                    | 36.                         |
| Sportsdirektør: Bernhard Eisel, Roger Hammond |                                       |                             |

| Team Visma \| Lease a Bike TVL                  | Team Visma \| Lease a Bike TVL | Team Visma \| Lease a Bike TVL |
| ----------------------------------------------- | ------------------------------ | ------------------------------ |
| Nr.                                             | Rytter                         | Placering                      |
| 11                                              | Jonas Vingegaard (DEN)         | 2.                             |
| 12                                              | Victor Campenaerts (BEL)       | 72.                            |
| 13                                              | Per Strand Hagenes (NOR)       | 78.                            |
| 14                                              | Matteo Jorgenson (USA)         | 6.                             |
| 15                                              | Sepp Kuss (USA)                | 13.                            |
| 16                                              | Ben Tulett (GBR)               | 12.                            |
| 17                                              | Attila Valter (HUN) (landevej) | 110.                           |
| Sportsdirektør: Grischa Niermann, Frans Maassen |                                |                                |

| UAE Team Emirates XRG UAD                      | UAE Team Emirates XRG UAD         | UAE Team Emirates XRG UAD |
| ---------------------------------------------- | --------------------------------- | ------------------------- |
| Nr.                                            | Rytter                            | Placering                 |
| 21                                             | Tadej Pogačar (SLO) (landevej)    | 1.                        |
| 22                                             | Jhonatan Narváez (ECU) (landevej) | 41.                       |
| 23                                             | Domen Novak (SLO) (landevej)      | DNF-8                     |
| 24                                             | Nils Politt (GER)                 | 55.                       |
| 25                                             | Pavel Sivakov (FRA)               | 27.                       |
| 26                                             | Marc Soler (ESP)                  | 88.                       |
| 27                                             | Tim Wellens (BEL)                 | 38.                       |
| Sportsdirektør: Andrej Hauptman, Marco Marzano |                                   |                           |

| Ineos Grenadiers IGD                              | Ineos Grenadiers IGD   | Ineos Grenadiers IGD |
| ------------------------------------------------- | ---------------------- | -------------------- |
| Nr.                                               | Rytter                 | Placering            |
| 31                                                | Carlos Rodríguez (ESP) | 9.                   |
| 32                                                | Tobias Foss (NOR)      | 45.                  |
| 33                                                | Axel Laurance (FRA)    | 59.                  |
| 34                                                | Michael Leonard (CAN)  | 70.                  |
| 35                                                | Óscar Rodríguez (ESP)  | 86.                  |
| 36                                                | Magnus Sheffield (USA) | 71.                  |
| 37                                                | Samuel Watson (GBR)    | 102.                 |
| Sportsdirektør: Oliver Cookson, Kurt-Asle Arvesen |                        |                      |

| Soudal Quick-Step SOQ                          | Soudal Quick-Step SOQ               | Soudal Quick-Step SOQ |
| ---------------------------------------------- | ----------------------------------- | --------------------- |
| Nr.                                            | Rytter                              | Placering             |
| 41                                             | Remco Evenepoel (BEL) (enkeltstart) | 4.                    |
| 42                                             | Pascal Eenkhoorn (NED)              | DNF-5                 |
| 43                                             | Valentin Paret-Peintre (FRA)        | 51.                   |
| 44                                             | Casper Pedersen (DEN)               | DNF-8                 |
| 45                                             | Pepijn Reinderink (NED)             | 122.                  |
| 46                                             | Maximilian Schachmann (GER)         | 63.                   |
| 47                                             | Louis Vervaeke (BEL)                | DNF-5                 |
| Sportsdirektør: Klaas Lodewyck, Dries Devenyns |                                     |                       |

| Bahrain Victorious TBV                          | Bahrain Victorious TBV  | Bahrain Victorious TBV |
| ----------------------------------------------- | ----------------------- | ---------------------- |
| Nr.                                             | Rytter                  | Placering              |
| 51                                              | Lenny Martinez (FRA)    | 28.                    |
| 52                                              | Santiago Buitrago (COL) | DNF-8                  |
| 53                                              | Kamil Gradek (POL)      | DNF-6                  |
| 54                                              | Jack Haig (AUS)         | 30.                    |
| 55                                              | Robert Stannard (AUS)   | 105.                   |
| 56                                              | Torstein Træen (NOR)    | 25.                    |
| 57                                              | Fred Wright (GBR)       | 79.                    |
| Sportsdirektør: Neil Stephens, Xavier Florencio |                         |                        |

| Lidl-Trek LTK                                 | Lidl-Trek LTK                               | Lidl-Trek LTK |
| --------------------------------------------- | ------------------------------------------- | ------------- |
| Nr.                                           | Rytter                                      | Placering     |
| 61                                            | Jonathan Milan (ITA)                        | 113.          |
| 62                                            | Julien Bernard (FRA)                        | 67.           |
| 63                                            | Simone Consonni (ITA)                       | 117.          |
| 64                                            | Amanuel Ghebreigzabhier (ERI) (enkeltstart) | 126.          |
| 65                                            | Toms Skujiņš (LAT)                          | 35.           |
| 66                                            | Jasper Stuyven (BEL)                        | 76.           |
| 67                                            | Edward Theuns (BEL)                         | 119.          |
| Sportsdirektør: Steven de Jongh, Grégory Rast |                                             |               |

| Decathlon-AG2R La Mondiale DAT               | Decathlon-AG2R La Mondiale DAT | Decathlon-AG2R La Mondiale DAT |
| -------------------------------------------- | ------------------------------ | ------------------------------ |
| Nr.                                          | Rytter                         | Placering                      |
| 71                                           | Clément Berthet (FRA)          | 24.                            |
| 72                                           | Bruno Armirail (FRA)           | 21.                            |
| 73                                           | Jordan Labrosse (FRA)          | 91.                            |
| 74                                           | Oliver Naesen (BEL)            | 116.                           |
| 75                                           | Aurélien Paret-Peintre (FRA)   | 34.                            |
| 76                                           | Paul Seixas (FRA)              | 8.                             |
| 77                                           | Bastien Tronchon (FRA)         | 53.                            |
| Sportsdirektør: Sébastien Joly, Cyril Dessel |                                |                                |

| XDS Astana Team XAT                           | XDS Astana Team XAT                  | XDS Astana Team XAT |
| --------------------------------------------- | ------------------------------------ | ------------------- |
| Nr.                                           | Rytter                               | Placering           |
| 81                                            | Sergio Higuita (COL)                 | 22.                 |
| 82                                            | Jevgenij Fedorov (KAZ) (enkeltstart) | 114.                |
| 83                                            | Henok Mulubrhan (ERI) (landevej)     | 68.                 |
| 84                                            | Harold Tejada (COL)                  | DNF-5               |
| 85                                            | Darren van Bekkum (NED)              | 47.                 |
| 86                                            | Simone Velasco (ITA)                 | 69.                 |
| 87                                            | Nicolas Vinokurov (KAZ)              | DNS-4               |
| Sportsdirektør: Dmitrij Fofonov, Mark Renshaw |                                      |                     |

| EF Education-EasyPost EFE                       | EF Education-EasyPost EFE | EF Education-EasyPost EFE |
| ----------------------------------------------- | ------------------------- | ------------------------- |
| Nr.                                             | Rytter                    | Placering                 |
| 91                                              | Ben Healy (IRL)           | 37.                       |
| 92                                              | Alex Baudin (FRA)         | 42.                       |
| 93                                              | Esteban Chaves (COL)      | 20.                       |
| 94                                              | Alastair MacKellar (AUS)  | 127.                      |
| 95                                              | Lukas Nerurkar (GBR)      | 62.                       |
| 96                                              | Archie Ryan (IRL)         | DNF-8                     |
| 97                                              | Michael Valgren (DEN)     | 40.                       |
| Sportsdirektør: Charles Wegelius, Andreas Klier |                           |                           |

| Movistar Team MOV                                 | Movistar Team MOV       | Movistar Team MOV |
| ------------------------------------------------- | ----------------------- | ----------------- |
| Nr.                                               | Rytter                  | Placering         |
| 101                                               | Enric Mas (ESP)         | 7.                |
| 102                                               | Jorge Arcas (ESP)       | 89.               |
| 103                                               | Ruben Guerreiro (POR)   | 61.               |
| 104                                               | Michel Heßmann (GER)    | 77.               |
| 105                                               | Gregor Mühlberger (AUT) | 16.               |
| 106                                               | Antonio Pedrero (ESP)   | 80.               |
| 107                                               | Iván Romeo (ESP)        | 39.               |
| Sportsdirektør: José Joaquín Rojas, Xabier Muriel |                         |                   |

| Alpecin-Deceuninck ADC                                | Alpecin-Deceuninck ADC      | Alpecin-Deceuninck ADC |
| ----------------------------------------------------- | --------------------------- | ---------------------- |
| Nr.                                                   | Rytter                      | Placering              |
| 111                                                   | Mathieu van der Poel (NED)  | 58.                    |
| 112                                                   | Tobias Bayer (AUT)          | 106.                   |
| 113                                                   | Lars Boven (NED)            | DNF-6                  |
| 114                                                   | Michael Gogl (AUT)          | 120.                   |
| 115                                                   | Xandro Meurisse (BEL)       | 50.                    |
| 116                                                   | Johan Price-Pejtersen (DEN) | DNF-5                  |
| 117                                                   | Gianni Vermeersch (BEL)     | 121.                   |
| Sportsdirektør: Christoph Roodhooft, Frederik Willems |                             |                        |

| Uno-X Mobility UXM                                                  | Uno-X Mobility UXM                    | Uno-X Mobility UXM |
| ------------------------------------------------------------------- | ------------------------------------- | ------------------ |
| Nr.                                                                 | Rytter                                | Placering          |
| 121                                                                 | Tobias Halland Johannessen (NOR)      | 5.                 |
| 122                                                                 | Magnus Cort (DEN)                     | 118.               |
| 123                                                                 | Stian Fredheim (NOR)                  | 104.               |
| 124                                                                 | Markus Hoelgaard (NOR) (landevej)     | 73.                |
| 125                                                                 | Andreas Kron (DEN)                    | DNS-6              |
| 126                                                                 | Andreas Leknessund (NOR)              | 33.                |
| 127                                                                 | Søren Wærenskjold (NOR) (enkeltstart) | 128.               |
| Sportsdirektør: Stig Kristiansen, Gabriel Rasch, Christian Andersen |                                       |                    |

| Groupama-FDJ GFC                                    | Groupama-FDJ GFC                | Groupama-FDJ GFC |
| --------------------------------------------------- | ------------------------------- | ---------------- |
| Nr.                                                 | Rytter                          | Placering        |
| 131                                                 | Guillaume Martin-Guyonnet (FRA) | 10.              |
| 132                                                 | Clément Braz Afonso (FRA)       | 23.              |
| 133                                                 | Rémi Cavagna (FRA)              | 81.              |
| 134                                                 | Rudy Molard (FRA)               | DNS-7            |
| 135                                                 | Paul Penhoët (FRA)              | 95.              |
| 136                                                 | Brieuc Rolland (FRA)            | 44.              |
| 137                                                 | Clément Russo (FRA)             | 100.             |
| Sportsdirektør: Benoît Vaugrenard, Frédéric Guesdon |                                 |                  |

| Israel-Premier Tech IPT                         | Israel-Premier Tech IPT | Israel-Premier Tech IPT |
| ----------------------------------------------- | ----------------------- | ----------------------- |
| Nr.                                             | Rytter                  | Placering               |
| 141                                             | Jake Stewart (GBR)      | DNF-8                   |
| 142                                             | Pascal Ackermann (GER)  | DNF-5                   |
| 143                                             | Guillaume Boivin (CAN)  | 112.                    |
| 144                                             | Matis Louvel (FRA)      | 101.                    |
| 145                                             | Aleksej Lutsenko (KAZ)  | 17.                     |
| 146                                             | Krists Neilands (LAT)   | 82.                     |
| 147                                             | Nadav Raisberg (ISR)    | 123.                    |
| Sportsdirektør: René Mandri, Alexander Cataford |                         |                         |

| Team Picnic-PostNL TPP                            | Team Picnic-PostNL TPP        | Team Picnic-PostNL TPP |
| ------------------------------------------------- | ----------------------------- | ---------------------- |
| Nr.                                               | Rytter                        | Placering              |
| 151                                               | Romain Bardet (FRA)           | 26.                    |
| 152                                               | Romain Combaud (FRA)          | 83.                    |
| 153                                               | Chris Hamilton (AUS)          | 54.                    |
| 154                                               | Bjoern Koerdt (GBR)           | 99.                    |
| 155                                               | Enzo Leijnse (NED)            | 125.                   |
| 156                                               | Juan Guillermo Martínez (COL) | 60.                    |
| 157                                               | Max Poole (GBR)               | DNF-6                  |
| Sportsdirektør: Philip West, Christian Guiberteau |                               |                        |

| Team Jayco AlUla JAY                         | Team Jayco AlUla JAY             | Team Jayco AlUla JAY |
| -------------------------------------------- | -------------------------------- | -------------------- |
| Nr.                                          | Rytter                           | Placering            |
| 161                                          | Eddie Dunbar (IRL) (enkeltstart) | 19.                  |
| 162                                          | Koen Bouwman (NED)               | 75.                  |
| 163                                          | Alessandro De Marchi (ITA)       | DNF-6                |
| 164                                          | Anders Foldager (DEN)            | 87.                  |
| 165                                          | Asbjørn Hellemose (DEN)          | 32.                  |
| 166                                          | Michael Hepburn (AUS)            | DNS-5                |
| 167                                          | Christopher Juul-Jensen (DEN)    | 84.                  |
| Sportsdirektør: Steve Cummings, Rafael Valls |                                  |                      |

| Cofidis COF                                        | Cofidis COF            | Cofidis COF |
| -------------------------------------------------- | ---------------------- | ----------- |
| Nr.                                                | Rytter                 | Placering   |
| 171                                                | Emanuel Buchmann (GER) | 11.         |
| 172                                                | Oliver Knight (GBR)    | DNF-3       |
| 173                                                | Paul Ourselin (FRA)    | 115.        |
| 174                                                | Ludovic Robeet (BEL)   | DNF-8       |
| 175                                                | Dylan Teuns (BEL)      | 90.         |
| 176                                                | Benjamin Thomas (FRA)  | 96.         |
| 177                                                | Hugo Toumire (FRA)     | DNF-1       |
| Sportsdirektør: Bingen Fernández, Jean-Luc Jonrond |                        |             |

| Intermarché-Wanty IWA                                     | Intermarché-Wanty IWA | Intermarché-Wanty IWA |
| --------------------------------------------------------- | --------------------- | --------------------- |
| Nr.                                                       | Rytter                | Placering             |
| 181                                                       | Louis Meintjes (RSA)  | 18.                   |
| 182                                                       | Louis Barré (FRA)     | 31.                   |
| 183                                                       | Kamiel Bonneu (BEL)   | DNF-6                 |
| 184                                                       | Dries De Pooter (BEL) | 109.                  |
| 185                                                       | Hugo Page (FRA)       | 108.                  |
| 186                                                       | Tom Paquot (BEL)      | 124.                  |
| 187                                                       | Dion Smith (NZL)      | DNS-7                 |
| Sportsdirektør: Pieter Vanspeybrouck, Sébastien Demarbaix |                       |                       |

| Arkéa-B&B Hotels ARK                          | Arkéa-B&B Hotels ARK     | Arkéa-B&B Hotels ARK |
| --------------------------------------------- | ------------------------ | -------------------- |
| Nr.                                           | Rytter                   | Placering            |
| 191                                           | Anthony Delaplace (FRA)  | 93.                  |
| 192                                           | Victor Guernalec (FRA)   | 107.                 |
| 193                                           | Thibault Guernalec (FRA) | 66.                  |
| 194                                           | Michel Ries (LUX)        | 49.                  |
| 195                                           | Louis Rouland (FRA)      | DNF-6                |
| 196                                           | Pierre Thierry (FRA)     | 98.                  |
| 197                                           | Clément Venturini (FRA)  | 74.                  |
| Sportsdirektør: Yvon Ledanois, Laurent Pichon |                          |                      |

| Tudor Pro Cycling Team TUD                 | Tudor Pro Cycling Team TUD      | Tudor Pro Cycling Team TUD |
| ------------------------------------------ | ------------------------------- | -------------------------- |
| Nr.                                        | Rytter                          | Placering                  |
| 201                                        | Mathys Rondel (FRA)             | 15.                        |
| 202                                        | Jacob Eriksson (SWE) (landevej) | DNF-3                      |
| 203                                        | Lucas Eriksson (SWE)            | 94.                        |
| 204                                        | Roland Thalmann (SUI)           | 85.                        |
| 205                                        | Matteo Trentin (ITA)            | DNS-7                      |
| 206                                        | Fabian Weiss (SUI)              | 92.                        |
| 207                                        | Hannes Wilksch (GER)            | 43.                        |
| Sportsdirektør: Claudio Cozzi, Bruno Pires |                                 |                            |

| Team TotalEnergies TEN                      | Team TotalEnergies TEN   | Team TotalEnergies TEN |
| ------------------------------------------- | ------------------------ | ---------------------- |
| Nr.                                         | Rytter                   | Placering              |
| 211                                         | Anthony Turgis (FRA)     | 97.                    |
| 212                                         | Mathieu Burgaudeau (FRA) | 56.                    |
| 213                                         | Fabien Doubey (FRA)      | 52.                    |
| 214                                         | Émilien Jeannière (FRA)  | DNF-8                  |
| 215                                         | Jordan Jegat (FRA)       | 14.                    |
| 216                                         | Pierre Latour (FRA)      | 48.                    |
| 217                                         | Mattéo Vercher (FRA)     | 103.                   |
| Sportsdirektør: Cyril Lemoine, Thibaut Macé |                          |                        |